# Château de Popov
Pour les articles homonymes, voir Popov.
Le château de Popov, connu aussi sous les noms de château de Vassylivka et Manoir Popov, est un château résidentiel construit entre 1864 et 1884 à Vassylivka  et devenu un musée-réserve historique et architectural dans l'oblast de Zaporijia, en Ukraine.

## Présentation

### Origine
Le château fut construit dans le style néogothique très probablement par l'architecte russe d'origine française Nicolas Benois entre 1864 et 1884 près de la ville de Vassylivka, en Ukraine pour Vassili Popov Jr. (un petit-fils du général Vassili Stepanovitch Popov).
Il doit son nom en l'honneur du secrétaire privé de l'impératrice Catherine II de Russie, le général Vassili Stepanovitch Popov, chef d'état-major du prince Grigori Alexandrovitch Potemkine.

### Architecture
Le château s'élève au sommet d'une haute colline. Un haut mur de pierre le fait ressembler à une forteresse médiévale. Le château est composé d'un ensemble de trois bâtiments, des écuries et une tour faisant office d'observatoire astronomique avec un télescope. L'architecture du complexe est formée de plusieurs styles. Le manège et l'écurie sont dans un style de Renaissance italienne du nord tandis que l'aile ouest parfois appelée «Château anglais» est dans un style néo-gothique avec un toit présentant plusieurs niveaux. Les ailes nord et est sont symétriques et sont construites dans un style néo-mauresque avec des éléments néo-gothiques. Le palais lui-même, bâti avec des briques rouges et jaunes mélangeait les styles néo-mauresques et néo-gothiques aussi.

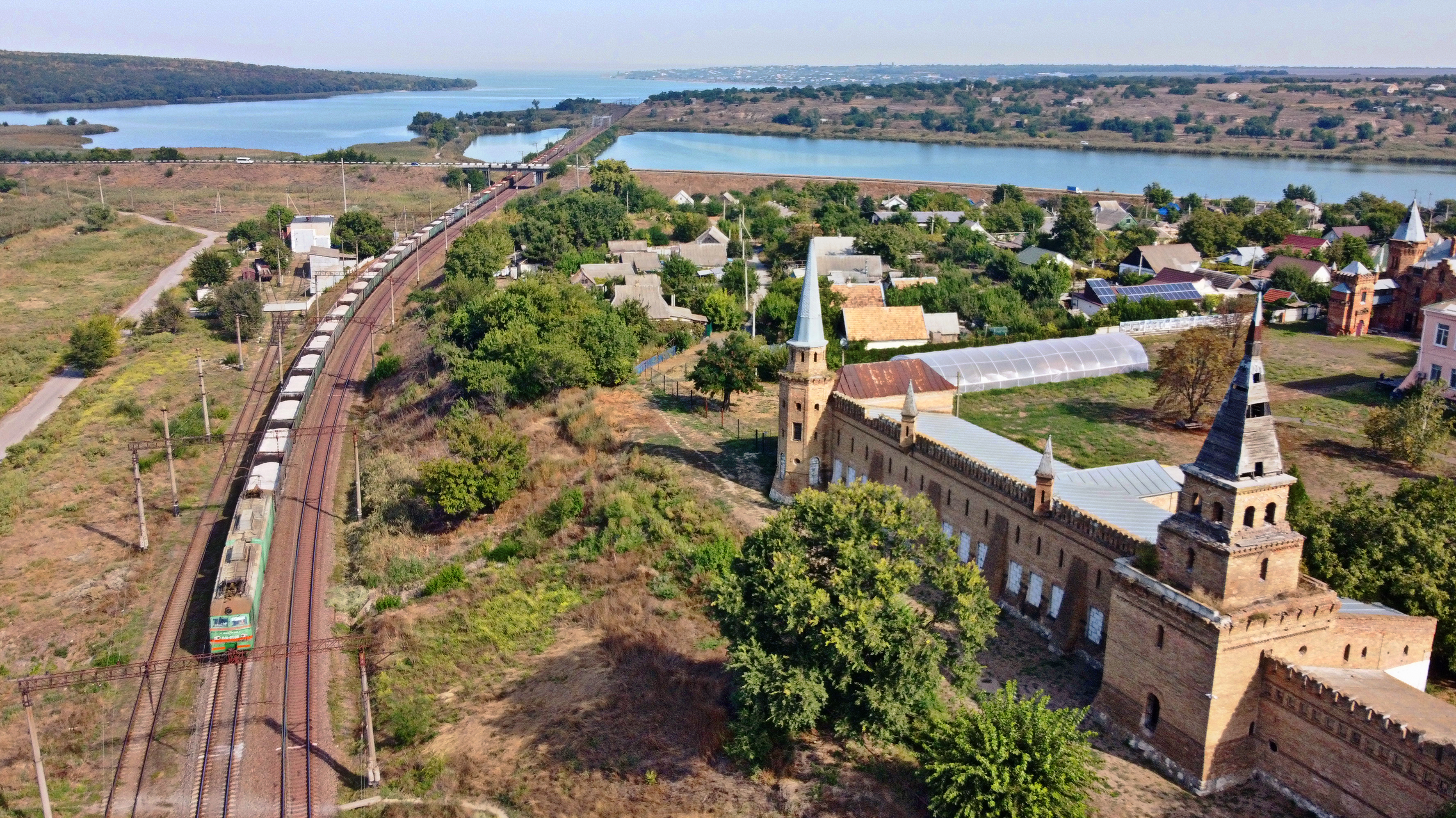
Le château avec son contexte et son mur rempart.

### Historique
Le château fut pillé par les bolcheviks après la révolution d'Octobre. Durant l'entre-deux-guerres, le régisseur et protecteur du château de Popov était Vasilli Perovski, le frère de la révolutionnaire Sofia Perovskaïa, première femme condamnée à mort en Russie. Elle le fut en 1881, pour raison politique. Pendant la Grande Guerre patriotique, le château fut ruiné par les Allemands. À l'époque soviétique, le château a eu plusieurs utilisations. Il a notamment servi d’hôpital, de quartier général militaire, de logements, et de local pour institutions éducatives et administratives. La partie correspondant au palais lui-même est démantelé dans les années 1950 et ses briques ont été utilisées pour construire le bâtiment de l'administration du Parti communiste.
Les travaux de restauration ne débutèrent qu'au cours des années 1990. Le 29 janvier 1993, le château de Popov devient officiellement un musée d'histoire locale. Il présente une riche collection d'armes, de livres anciens, de porcelaine, de peintures des meilleurs artistes d'Europe (Goya, Titien, Rembrandt), ainsi que des poupées mécaniques en mouvement de grandes tailles, habillées en costumes nationaux. En outre, il y a une quinzaine de pièces ethnographiques consacrées à la culture indienne, tatare, chinoise et d’autres civilisations.

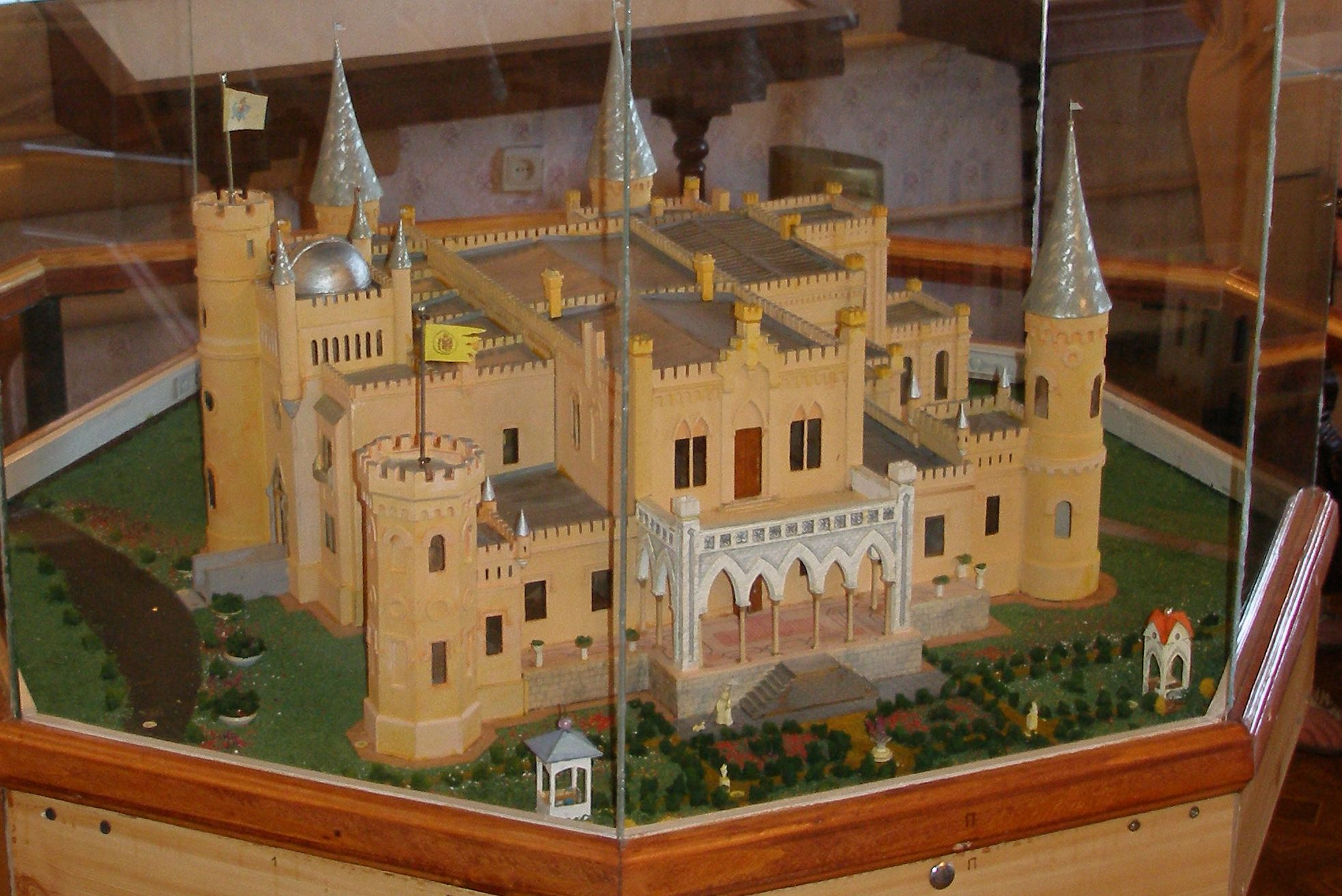
Maquette du château dans le musée
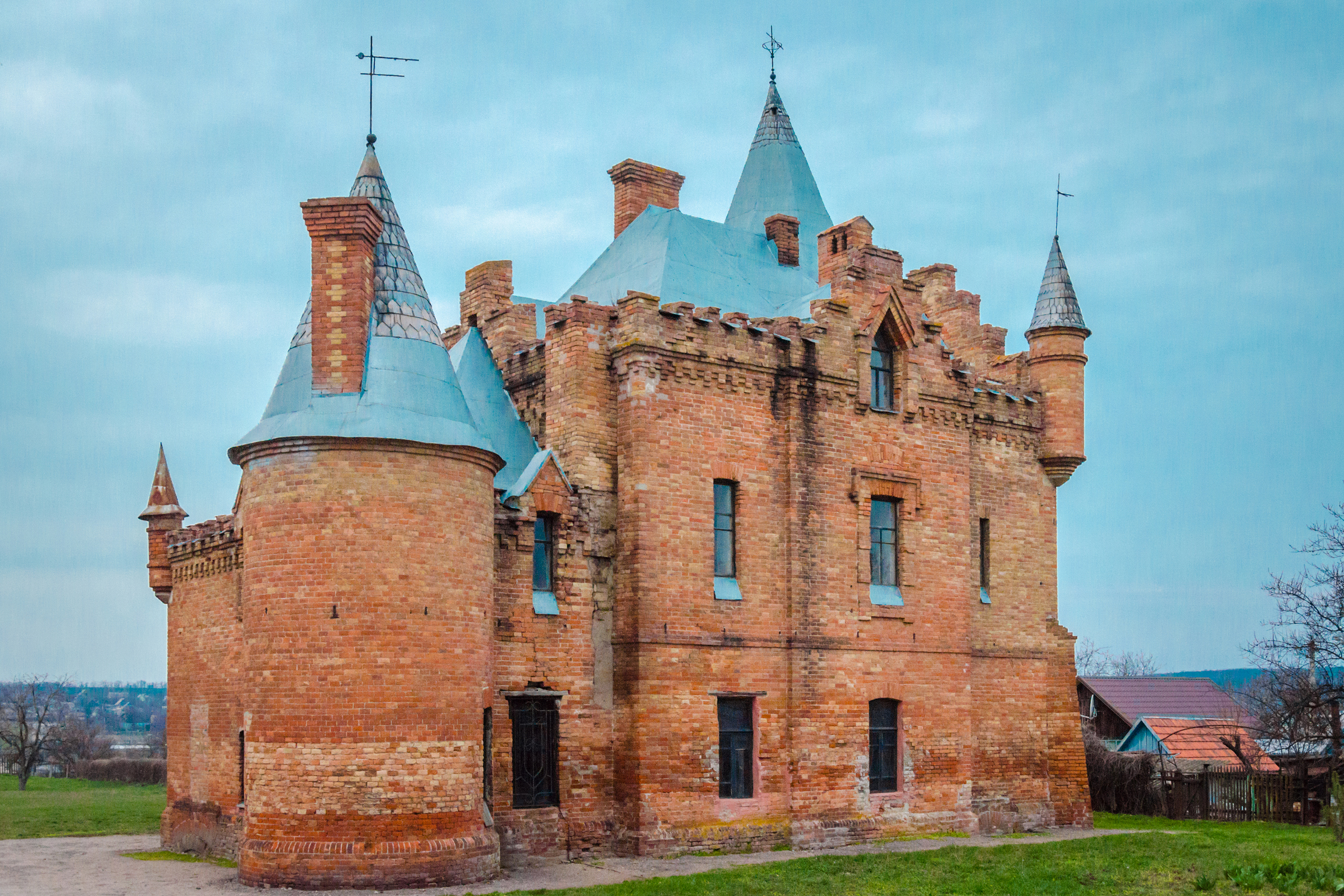
Côté latéral du château de Popov
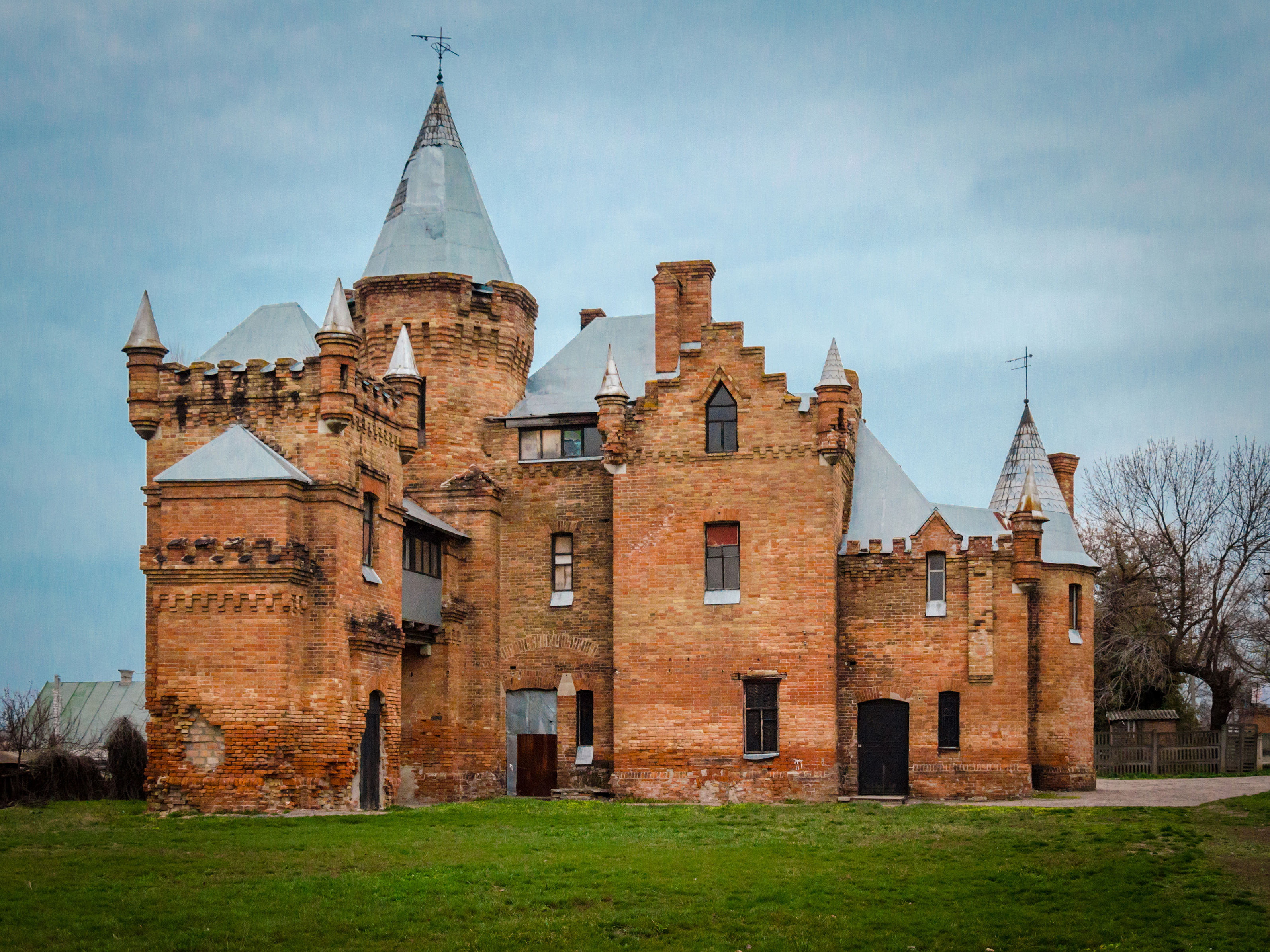
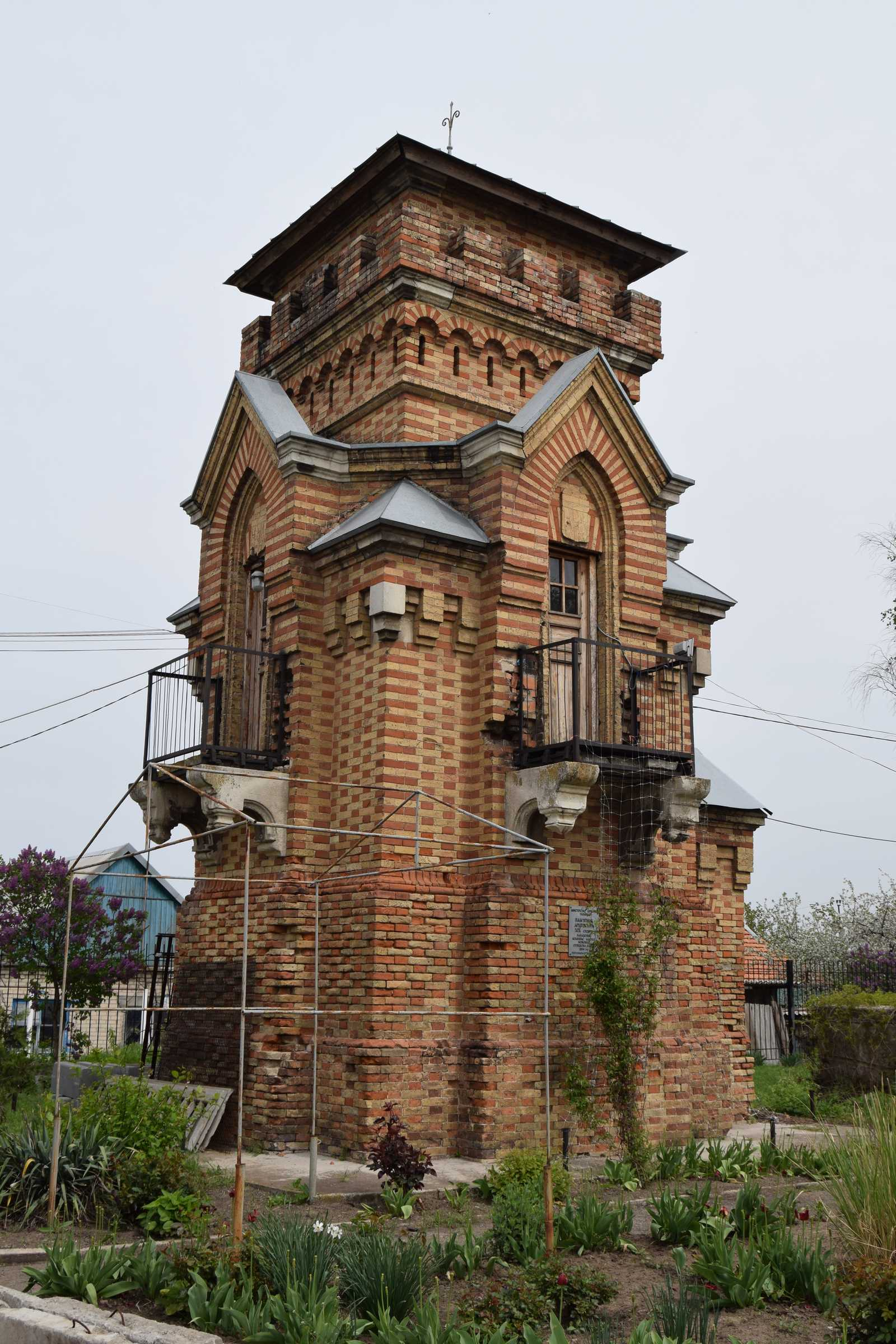
Tour d'observation, classée
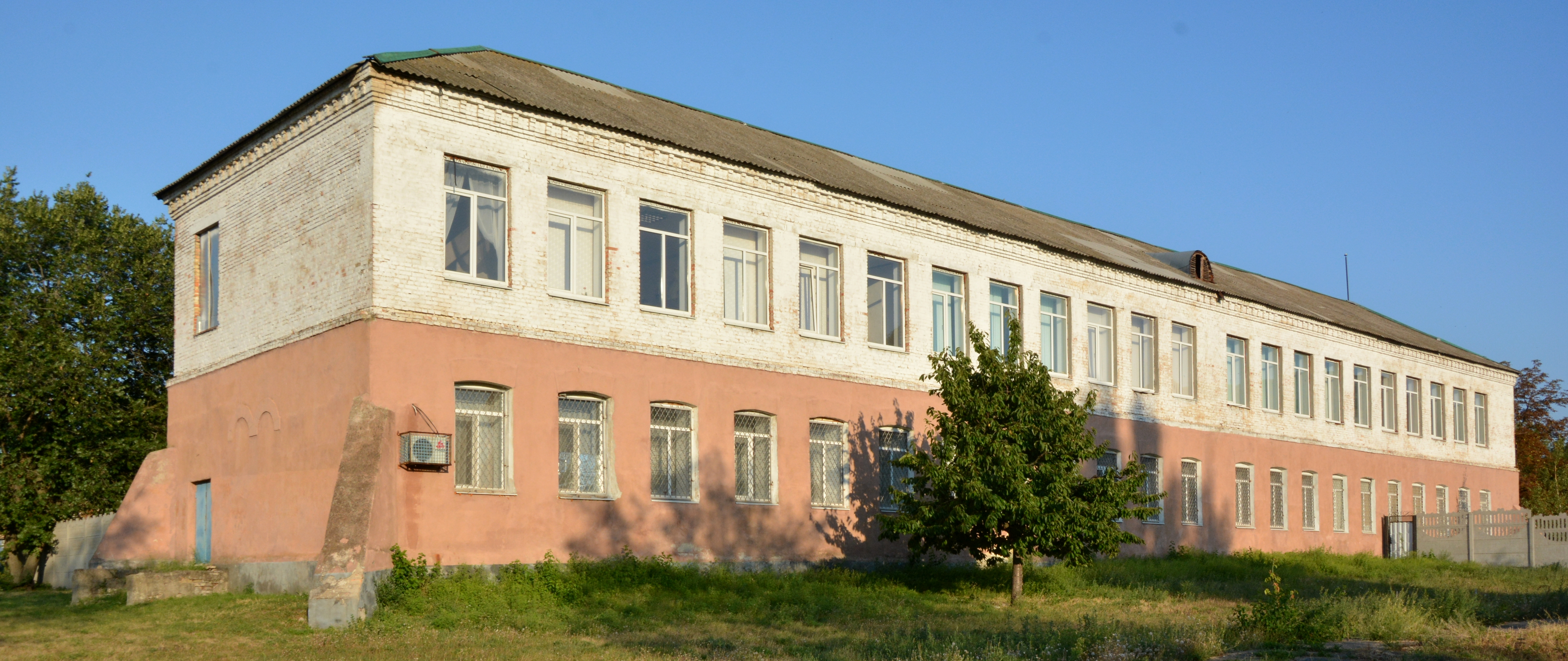
bâtiment, classé

## Bombardement et vol du domaine
Le 7 mars 2022, lors de l’invasion militaire de l’Ukraine, le manoir Popov a été la cible de tirs de troupes russes. Le bâtiment de l'écurie de l'arène du manoir Popov a été endommagé.
Le 13 mars 2022, le musée a été pillé par l’armée russe, endommageant les locaux, brisant les vitres et cassant toutes les portes,,.
Le 19 avril 2023, il a été avéré que les occupants ont commencé à voler des biens de la réserve-musée.